# Kitona
Kitona est une localité d'environ 4 000 habitants de la province maritime du Congo central en République démocratique du Congo, territoire de Muanda. Elle se situe à environ 600 kilomètres au sud-ouest de Kinshasa. La localité accueille une petite base militaire équipée d'une piste d'atterrissage.

## Histoire
Après la Seconde Guerre mondiale, l'armée belge a établi deux bases militaires dans sa colonie : à Kitona (BAKI) et Kamina (BAKA). Elles eurent un rôle important pendant la crise congolaise 1960-65.
En décembre 1951 le plateau de Kitona fut choisi pour l'établissement d'une base destinée à l'entraînement des commandos. Le 1er juillet 1953 les travaux de construction commencèrent, et en 1958 les premières troupes belges y arrivèrent. En mai 1960, BAKI abritait 4 400 militaires dont 680 belges.
De août 1960 à janvier 1964, la base fut occupée par les troupes de l'ONU. Le 15 juillet 1964 le centre d'entraînement de Kitona fut formé sous les ordres du major Ikuku, puis du lieutenant-colonel Joseph Damien Tshatshi de l'ANC. L'entraînement de base du soldat durait 5 mois, suivi de 3 mois d'entraînement spécialisé (para-commando, transport, communications, ...).
En avril 1966 une formation de 18 mois pour futurs adjudants-chefs fut créée.
Au début de la deuxième guerre du Congo, la 4 août 1998, les rebelles (rwandais tutsi) du Rassemblement congolais pour la Démocratie prirent trois avions à Goma et les envoyèrent à Kitona, assaillant la garnison par surprise et prenant la localité. Les rebelles s'emparèrent de la plus grande partie du Bas-Congo, et notamment des barrages d'Inga, ce qui leur permit de couper l'électricité de Kinshasa, et de menacer un temps la capitale en remontant la route de Matadi. La localité fut reprise le 22 août par les forces angolaises proches du gouvernement de Kinshasa, parties de Cabinda, et équipées de tanks.

## Articles Connexes
Base aérienne de Kitona